# Схепмакер, Нико
Нико Схепмакер (нидерл. Nico Scheepmaker; 13 октября 1930, Амстердам — 5 апреля 1990, там же) — нидерландский спортивный журналист, поэт, переводчик и колумнист, был известен под псевдонимами Hopper и Ivo Vettewinkel.
Профессиональный переводчик с русского и сербохорватского, перевёл в период с 1954 по 1961 год на нидерландский 8 романов, в том числе «Доктор Живаго» Бориса Пастернака.

## Образование
- 1950 — Средняя школа
- 1950—1952 School Militaire Inlichtingen Dienst — разведшкола
- 1952—? Амстердамский университет, факультет славистики

## Аспекты деятельности
- Служил в разведке
- Литературный дебют состоялся в школьном журнале в 1948 году
- Известен как изобретатель неологизма Droste-effect

## Биография
- G.J. van Bork en P.J. Verkruijsse, De Nederlandse en Vlaamse auteurs (1985)